# Havern
Havern är en sjö i Härjedalens kommun och Ånge kommun i västra Medelpad och östra Härjedalen. och ingår i Ljungans huvudavrinningsområde. Sjön är 22 meter djup, har en yta på 29,5 kvadratkilometer och är belägen 260 meter över havet. Havern, som är Medelpads tredje största sjö, är en del av Ljungans flodsystem och har gett namn åt Haverö socken vars kyrkby, Haverö, ligger på en halvö på sjöns norrsida.

## Geografi
Sjön är en långsmal sjö som sträcker sig i nord-sydlig riktning. I norr rinner Ljungan till sjön vid Gråön från Mellansjön. Denna del av sjön har namnet Öjesjön. Sjön blir sedan bredare åt sydost och övergår i Kyrksjön. Här ligger Haverö kyrka på en halvö som sticker ut norrifrån. Härifrån viker sjön av söderut. I Kyrksjöns östra del vid Haverön rinner Ljungan ut i sjön Medingen.

## Delavrinningsområde
Havern ingår i det delavrinningsområde (691217-146339) som SMHI kallar för Utloppet av Havern. Medelhöjden är 289 meter över havet och ytan är 106,57 kvadratkilometer. Räknas de 482 avrinningsområdena uppströms in blir den ackumulerade arean 4 638,89 kvadratkilometer. Avrinningsområdets utflöde Ljungan mynnar i havet. Avrinningsområdet består mestadels av skog (63 procent). Avrinningsområdet har 29,59 kvadratkilometer vattenytor vilket ger det en sjöprocent på 27,7 procent.